# DJ Technorch
DJ Technorch, également stylisé DJ TECHNORCH, de son vrai nom Yutaka Yamashita (山下 泰, Yamashita Yutaka), est un producteur et disc jockey de techno hardcore japonais. Technorch est mieux connu pour sa participation à des bandes son de jeux musicaux de Konami tels que beatmania IIDX. Technorch mêle une variété de geres musicaux issu de la techno hardcore, comme le gabba et l'industrial techno.

## Biographie
En 2005, il publie son premier album studio, Gothic System: Trancecore Meets Gabber, au label indépendant japonais Hardcore Technique. En 2007, il rejoint le label de breakcore Cock Rock Disco, basé aux États-Unis. Dans la même année, il participe à la bande son du jeu musical beatmania IIDX, édité par la société Konami. Technorch est cité parmi d'autres producteurs amateurs, à l'époque, ayant utilisé le vocaloïde Hatsune Miku.
Le 30 avril 2012, Technorch publie son sixième album studio, I Wanna Be a Happy ; le livret contient un manga. En 2016, Technorch est annoncé à l'événement EXIT TUNES DANCE PARTY 2016-SOUND VOLTEX FLOOR ANTHEM ＆ beatnation summit-. L'année suivante, il est annoncé pour l'édition 2017 de ce même événement.

## Discographie

### beatmania IIDX
- KAMAITACHI (beatmania IIDX 14 GOLD : DJ TECHNORCH fw. GUHROOVY)
- METALLIC MIND (beatmania IIDX 14 GOLD : DJ TECHNORCH fw. GUHROOVY)
- MENTAL MELTDOWN (beatmania IIDX 15 DJ TROOPERS:GUHROOVY fw. TECHNORCH)
- HELL SCAPER -Last Escape Remix- （家庭用beatmania IIDX 15 DJ TROOPERS : DJ TECHNORCH fw. GUHROOVY)
- BRAINSTORM (家庭用beatmania IIDX 15 DJ TROOPERS : Hardcore United Tokyo(teranoid＆DJ TECHNORCH))
- Sol Cosine Job 2 (beatmania IIDX 20 tricoro : DJ TECHNORCH)
- 廿 (beatmania IIDX 21 SPADA : DJ TECHNORCH)
- Ｘ↑Ｘ↓ (beatmania IIDX 22 PENDUAL : DJ TECHNORCH)
- 真 地獄超特急 -HELL or HELL- (beatmania IIDX 23 copula : DJ TECHNORCH Vs. L.E.D.Light-G)

### BMS
- GOTHIC SYSTEM (Original Mix)
- axs

### DanceDanceRevolution
- 888 (DanceDanceRevolution UNIVERSE3)

### Autres
- SigSig -Dark Side Remix- （cyber beatnation 1st conclusion (beatnationレーベル)収録） - (avec kors k)
- PARANOiA TCN (Dirty MIx)  (1stアルバム「GOTHIC SYSTEM」収録 （Liteには未収録）TCN190名義） - 190の「PARANOiA MAX(Dirty Mix)」のリミックス
- SCHRANZ H (同人レーベルである「Diverse System」のアルバム『Dear,Mr.TaQ』収録 TCN160名義） - TaQの「Holic」のリミックス
- Table Talk Music (「DiGiTAL GENERATiON EP」 (Hardcore Tano*C)収録）
- axs (born spride remix)  （「MURDER CHANNEL 3rd Anniversary Special Mush Up CD.」収録）
- 引篭道化 Confined Harlequin  (「SI-STYLE B1」（Sound Iemitsu.）収録)
- INNOCENT - DJ TECHNORCH'S HARD HOP REMIX  (WORLD FLASHER CORPS 収録）- m1dyの「INNOCENT」のリミックス
- 逃走讃美歌 〜Running Machine〜 (「SPEEDKING VOL.1」(SPEEDKING PRODUCTIONS )収録)
- 一二三一二三のみくみくにしてあげる♪ (一二三一二三(ウタカネヒフミ)名義) - 初音ミクを使用した楽曲「みくみくにしてあげる♪【してやんよ】」のリミックス
- 魔理沙は大変なものを盗んでいきました  - Black Miko Miko Meets Gabba -（「ごっすんリミックス　ツバイン」（イオシス）収録） - 東方乙女囃子#魔理沙は大変なものを盗んでいきました|イオシスの同名楽曲のリミックス
- HELL SCAPER -Last Escape Remix- （「電人 K」(beatnationレーベル)収録） - L.E.D.の同名楽曲のリミックス
- Carck Work 　(X-TREME HARD COMPILATION VOL.1 （X-TREME HARD）収録）
- 虚無への供物 〜For Nothing〜 (HARDCORE SYNDROME 2 (HARDCORE TANO*C)収録)
- Analogue Divide (Blasterhead v.s. HARDCORE TANO*C (Blasterhead)収録)
- 不思議の国のアリス症候群 (HARDCORE SYNDROME 3 (HARDCORE TANO*C)収録) - REDALiCEとの合作

### Participations
- GOTHIC SYSTEM 〜Trancecore meets Gabber〜 （2005年8月発売 Hardcore Technique 2007年10月現在絶版）
- BOSS ON PARADE 〜XXX meets GABBA〜 （2007年1月 Hardcore Technique）
- BOSS ON PARADE REMIXES 〜DJ TECHNORCH meets XXX〜 （2008年1月C73にて先行発売 amazonなどでの一般流通では同年3月3日発売 999 Recordings×Murder Channel Records）
- GOTHIC SYSTEM lite （2008年3月9日発売　999 Recordings　絶版であるGOTHIC SYSTEM 〜Trancecore meets Gabber〜の再発要望を受け、一部の楽曲を減らしたその名の通りLite版としての再発盤）
- 読む音楽  (2008年5月11日発売 999 Recordings 初の紙媒体作品 初版は既に完売)
- BOSS ON PARADE OUT-SIDE Remixes  (2010年2月13日発売 999 Recordings BOSS ON PARADE REMIXESに諸事情で収録できなかった未収録トラックを収録した限定版)
- STRAIGHT  (2010年5月5日発売 999 Recordings 通常ジャケットの通常版と、M32010春及び一部店舗のみで販売される限定500枚のリアルリパッチジャケットがある。初のシングル盤としてリリースされる)
- 反復回転時計 〜RUNNING COST〜 (2010年10月31日発売 999 Recordings 2ndシングル）
- 無明ヶ丘危険地帯 〜ATARAXIA〜 (2010年12月31日 999 Recordings 3rdシングル）
- 内閣総理大臣賞 〜HARDCORE TECHNO POP〜 （2011年5月1日発売予定 999 Recordings　ライナーノートが付属する初回盤はM32011春と自身のサイトでの直販限定での発売となる。オリジナルアルバムとしてはBOSS ON PARADE以来4年4か月ぶりとなる）
- 初心者の為のDJ機材入門講座 (2010年5月5日発売予定 999 Recordings 2009年にブログ記事として書いた現場DJデビューを目指す初心者向けの機材選び講座を加筆・修正したもの)
- BIBLEシリーズ （各イベント来場者への限定配布品のミックスCD。01～05とX1、X2、X3がある。イベント限定、しかも先着順配布だった関係で現在入手はかなり困難である）